# Naturschutzgebiet Beerenbruch
Das Naturschutzgebiet Beerenbruch liegt im Grenzbereich der beiden Städte Dortmund und Castrop-Rauxel in Nordrhein-Westfalen, Deutschland. Auf Dortmunder Gebiet befinden sich Flächen des Naturschutzgebiets im Stadtbezirk Mengede, im Castroper Bereich in der Nähe des Stadtteils Ickern.
Es umfasst auf Dortmunder Gebiet 22,7 Hektar und in Castrop-Rauxel insgesamt 61,85 Hektar. Das Naturschutzgebiet „Beerenbruch“ wurde 1987 durch eine einstweilige Sicherstellung der Bezirksregierung Arnsberg auf Dortmunder Gebiet, 1995 durch die Bezirksregierung Münster für den Castrop-Rauxeler Teil ausgewiesen. Im Jahre 1999 wurde das Naturschutzgebiet dann im Landschaftsplan Dortmund-Nord der Stadt Dortmund und im Landschaftsplan Castroper Hügelland des Kreises Recklinghausen für den Castroper Bereich endgültig – also ohne zeitliche Befristung – geschützt.

## Beschreibung
Das Naturschutzgebiet entstand etwa 1950 durch Bergsenkungen. Hierbei entstand der Brunosee als Bergsenkungsgewässer. An diesem See leben und brüten zahlreiche Wasservögel wie Zwergtaucher, Krickente und Löffelente. Der See ist an seinen Rändern bewachsen mit Röhrichten. Diese bieten Lebensraum für Teichrohrsänger und Rohrammer. Eingefasst ist der Brunosee von alten Waldbeständen mit zum Teil 110 bis 190 Jahre alten Bäumen. Der See ist zentraler Bestandteil des Naturschutzgebietes. Im Süden wird der See durch einen Bahndamm begrenzt. Hinter diesem Damm erstrecken sich Grünlandbrachen, die zum Teil stark vernässt und verbuscht sind. See und Wald sind Lebensraum zahlreicher gefährdeter Vogelarten. Die Stechpalme hat im südlichen Waldbereich eine nahezu undurchdringliche Zone geschaffen, die als Rückzugsraum für empfindliche Tierarten dient. Hier leben Hohltaube, Grünspecht, Waldkauz und die Baumfledermaus. Direkt am See leben zahlreiche Wasservögel.
Im nördlichen, auf Castrop-Rauxeler Gebiet befindlichen Teil überwiegt Laubwald, bestehend aus Buchen, Hainbuchen und Eichen. Dieses Gebiet wird durch die Verbindungsstraße zwischen Deininghausen und Ickern und durch eine in Ost-West-Richtung verlaufende Eisenbahnlinie geteilt. In dem Gebiet befinden sich noch einige Bombentrichter, die zwar mit Wasser gefüllt sind, jedoch durch die starke Verschattung keine Wasservegetation besitzen.

## Schutzziele
Wichtig für die Entwicklung des Naturschutzgebietes ist die naturverträgliche Nutzung durch Besucher. Große Schäden entstanden durch Trampelpfade in den sensiblen Uferzonen rund um den Brunosee. Zudem ist die Fütterung der Wasservögel durch die Besucher ein Problem für die Wasserqualität des Sees. Bereits erfolgt ist der Rückbau eines Dammes, der einen Teil des Sees abtrennte. Für Besucher wurde am Ende des Rückbaus eine Aussichtsplattform errichtet.
Wichtigstes Schutzziel ist der Erhalt dieses strukturreichen Bergsenkungsgebietes mit Röhricht-, Gebüsch-, Nasswiesen- und Waldlebensräumen sowie die Organisation einer naturverträglichen Nutzung durch Besucher.